# Grönt kulturarv
Grönt kulturarv är ett svenskt varumärke som skapades med syfte att marknadsföra och återintroducera växter som har samlats in genom arbetet med Programmet för odlad mångfald. 
Insamlandet av växtmaterialet genomfördes genom de så kallade växtuppropen som skedde mellan åren 2002 och 2010.

## Kriterier
För att klassas som Grönt kulturarv krävs det att växten uppfyller följande kriterier:
- odlad i Sverige före 1940, 1950 eller 1960 – beroende på växtslag – med väl dokumenterad historia
- svenskt framtagen sort, eller spontant uppkommet material, som bedöms vara bevarandevärt, oavsett ålder
- representerad i Nationella genbanken vid Sveriges lantbruksuniversitet[2]eller i frögenbanken NordGen.[3]

## Kategorier
Grönt kulturarv består av åtta olika kategorier:
- Grönt kulturarv perenner
- Grönt kulturarv rosor
- Grönt kulturarv köksväxter
- Grönt kulturarv krukväxter
- Grönt kulturarv fröer
- Grönt kulturarv lök- och knölväxter
- Grönt kulturarv frukt och bär
- Grönt kulturarv träd och buskar[4]

Innehållet i kategorierna utökas löpande. Bland annat tillkom 2016 en perenn, tre rosor och en krukväxt.